# كنس دره (مقاطعة كلاردشت)
كنس‌دره (بالفارسية: کنس‌دره) هي قرية تقع في Kuhestan Rural District في إيران. يقدر عدد سكانها بـ 41 نسمة بحسب إحصاء 2016.